# Glypta succincta
Glypta succincta är en stekelart som beskrevs av Dasch 1988. Glypta succincta ingår i släktet Glypta och familjen brokparasitsteklar. Inga underarter finns listade i Catalogue of Life.